# 石门乡 (云阳县)
石门乡，是中华人民共和国重庆市云阳县下辖的一个乡镇级行政单位。

## 行政区划
石门乡下辖以下地区：
广益村、石门村、兴柳村和清溪村。